# كليفورد تشاتمان
كليفورد تشاتمان (بالإنجليزية: Clifford Chatman)‏ هو لاعب كرة قدم أمريكية أمريكي، ولد في 13 مارس 1959 في كلينتون في الولايات المتحدة.